# Jean Claessens
Pour les articles homonymes, voir Claessens.
Jean Claessens est un footballeur international belge né le 18 juin 1908 à Anderlecht (Belgique) et mort en 1978.

## Biographie
Jean Claessens a été milieu de terrain dans l'invincible Union Saint-Gilloise triple Championne de Belgique de 1933 à 1935. Il était le spécialiste des coups de pied arrêtés.
Il a joué 21 matches avec l'équipe de Belgique de 1932 à 1936. Il a participé à une rencontre  de la Coupe du monde de 1934 en Italie.
Durant la Seconde Guerre mondiale, il joue avec le Racing Club de Bruxelles. Il termine ensuite sa carrière comme entraîneur-joueur au RAEC Mons après la guerre.

## Palmarès
- International belge de 1932 à 1936 (21 sélections)
- Première sélection : 17 avril 1932, Pays-Bas-Belgique, 2-1 (amical)
- Participation à la Coupe du monde 1934 en Italie (1 match)
- Champion de Belgique en 1933, 1934 et 1935 avec la Royale Union Saint-Gilloise